# Noriko Munekata
Noriko Munekata (Japans: 宗像記子) (Shintoku (Subprefectuur Tokachi), 30 januari 1974) is een Japans langebaanschaatsster.
In 1992 behaalde Munekata de vijfde plaats op de WK Junioren.
Ze startte meerdere malen op het WK Allround, en behaalde de vierde plaats in 1994.
In 1997 en 1998 behaalde ze de bronzen medaille op de Japanse kampioenschappen schaatsen allround.
Op de Aziatische kampioenschappen schaatsen afstanden 1997 behaalde ze een zilveren medaille op de 1500 meter en een bronzen medaille op de 3000 meter.
In 1998 startte Munekata op de Olympische Winterspelen in Nagano.

## Records

### Persoonlijke records[3]
| Afstand    | Tijd    | Datum            | Baan    |
| ---------- | ------- | ---------------- | ------- |
| 500 meter  | 41,80   | 3 januari 1998   | Nagano  |
| 1000 meter | 1.21,49 | 21 december 1997 | Nagano  |
| 1500 meter | 2.00,65 | 27 maart 1998    | Calgary |
| 3000 meter | 4.11,67 | 27 maart 1998    | Calgary |
| 5000 meter | 7.23,83 | 4 januari 1998   | Nagano  |